# Liliw

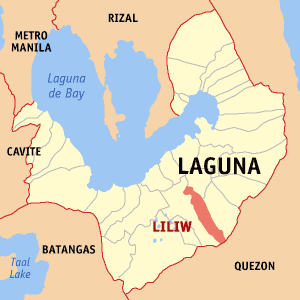
Bản đồ Laguna với vị trí của Liliw

Liliw là một đô thị hạng 4 ở tỉnh Laguna, Philippines. Đây là một trong những thị xã cao nguyên tạo thành cực nam của tỉnh. Theo điều tra dân số năm 2000, đô thị này có dân số 27.537 người trong 6.205 hộ.
Liliw có diện tích 88,5 dặm Anh vuông. Phía tây bắc giáp Sta. Cruz; đông bắc giáp Magdalena; phía đông giáp Majayjay; phía tây giáp Nagcarlan; phía nam giáp Dolores, Quezon.
Liliw nổi tiếng với các khu nghỉ mát suối nước nóng.

## Các đơn vị hành chính
Liliw được chia ra 33 barangay.
| - Bagong Anyo - Bayate - Bubukal - Bongkol - Cabuyao - Calumpang - Culoy - Dagatan - Daniw (Danliw) - Dita - Ibabang Palina | - Ibabang San Roque - Ibabang Sungi - Ibabang Taykin - Ilayang Palina - Ilayang San Roque - Ilayang Sungi - Ilayang Taykin - Kanlurang Bukal - Laguan - Rizal - Luquin | - Malabo-Kalantukan - Masikap - Maslun - Mojon - Novaliches - Oples - Pag-Asa - Palayan - San Isidro - Silangang Bukal - Tuy-Baanan |